# جز العشب (استراتيجية إسرائيلية)
جز العشب ( (بالعبرية: כיסוח דשא‏) هي استعارة تستخدم لوصف استراتيجية إسرائيلية ضد المقاومين الفلسطينيين في قطاع غزة.
وقد صاغ هذا المصطلح البروفيسور إفرايم عنبار والدكتور إيتان شامي لوصف "استراتيجية الاستنزاف العسكرية الصبورة ذات الأهداف المحدودة: تقليل قدرة خصوم إسرائيل على إلحاق الأذى بها ، وتحقيق ردع مؤقت - وكلاهما يتم تحقيقه من خلال عمليات واسعة النطاق من حين لآخر. كما رأينا في حروب غزة الثلاث وحرب لبنان الثانية (والتي تجسدت فيها " عقيدة الضاحية "). ويأمل أولئك الذين يستخدمون هذه الاستراتيجية أن يؤدي الإنجاز المتكرر لهذه الأهداف المحدودة، بمرور الوقت، إلى استنزاف دوافع مقاتلي العدو لإيذاء إسرائيل، وفي نهاية المطاف يؤدي إلى تلاشي الحركة واختفائها.  ويتم تنفيذها عادة من خلال إجراء عمليات عسكرية قصيرة وقوية للحفاظ على مستوى معين من السيطرة على المنطقة دون الالتزام بحل سياسي طويل الأمد، على غرار الطريقة التي يقوم بها المرء بجز العشب لإبقائه جميلًا ومرتبًا.
وفقًا لآدم تايلور في صحيفة واشنطن بوست ، فإن "هذه العبارة تشير ضمنًا إلى المسلحين الفلسطينيين في قطاع غزة وإمداداتهم من الأسلحة البسيطة محلية الصنع ولكن الفعالة في نفس الوقت مثل الأعشاب الضارة التي يجب قطعها".
أشار نفتالي بينيت إلى الفكرة في خطاب ألقاه في عام 2018 عندما قال " מי שלא מכסח את הדשא, הדשא מכסח אותו ("من لا يجز العشب يجزه").

## روابط خارجية
- افرايم عنبار وايتان شامي: قص العشب في غزة . مركز بيغن السادات للدراسات الإستراتيجية، ورقة وجهات نظر مركز بيسا رقم 255، 20 يوليو 2014.